# Corypha utan
Corypha utan es una especie de palmera originaria del Sudeste de Asia hasta el norte de Australia.

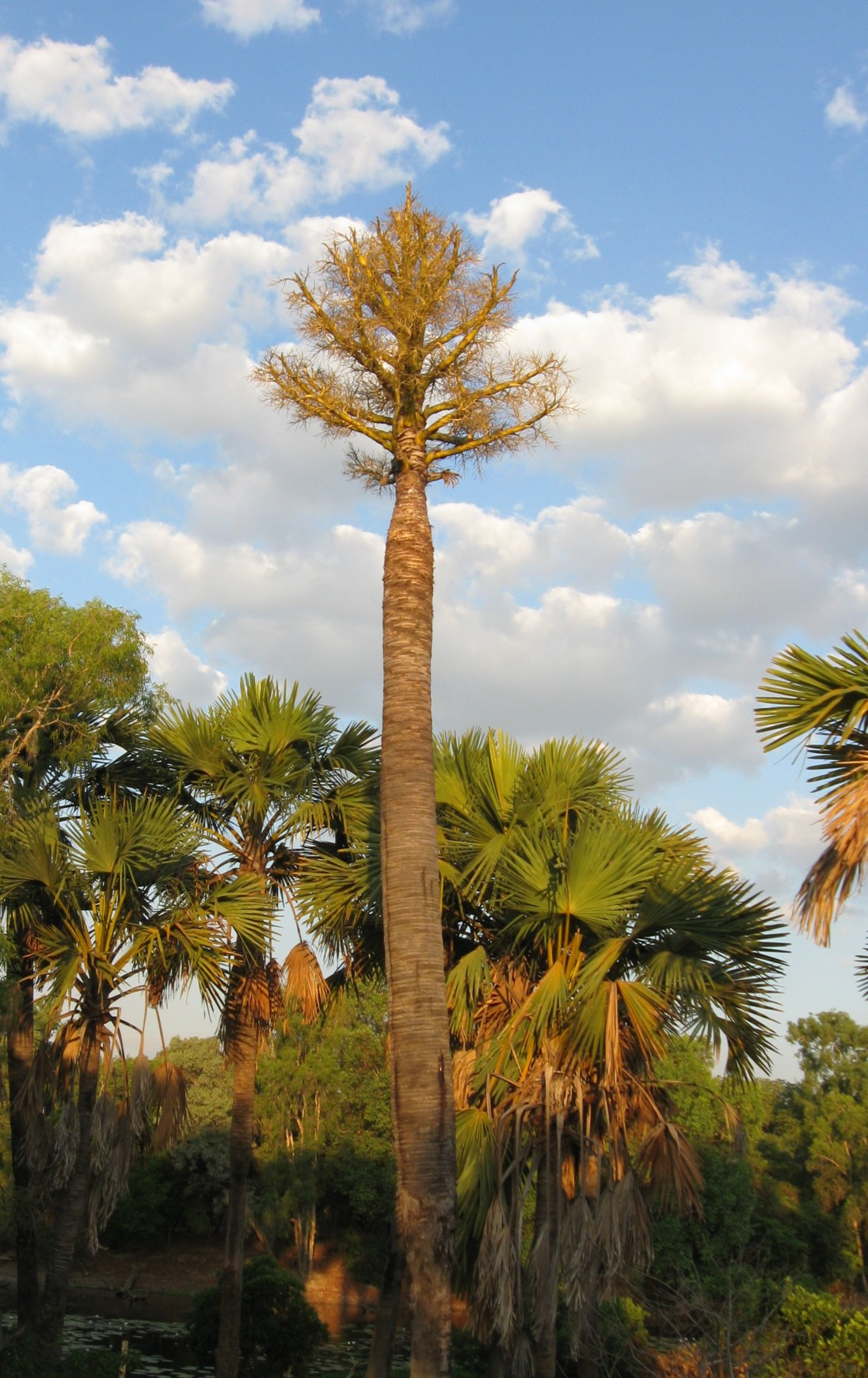
Vista de la planta

## Descripción
Es una palmera con hojas en forma de abanico de gran tamaño que alcanza hasta 20 m de altura y con las hojas midiendo entre los 4 m y 6 m de diámetro, crecen en zonas de la India a través de las Filipinas, hasta Australia en la Península del Cabo York.
Estas palmas (como todos los Corypha) florece solo hacia el final de su vida, pero cuando lo hacen las flores producen una inflorescencia masiva de hasta 5 metros de alto, y con hasta 1 millón de flores.

## Taxonomía
Corypha utan fue descrita por Jean-Baptiste Lamarck y publicado en Encyclopédie Méthodique, Botanique 2: 131. 1786.
Etimología
Corypha: nombre genérico que deriva de khoripha = "cumbre, pico", quizás refiriéndose a la inmensa inflorescencia compuesta en la punta del tallo.
utan: epíteto
Sinonimia
- Borassus sylvestris Giseke, Prael. Ord. Nat. Pl.: 86 (1792), nom. superfl.
- Taliera sylvestris Blume in J.J.Roemer & J.A.Schultes, Syst. Veg. 7: 1307 (1830), nom. superfl.
- Corypha sylvestris Mart., Hist. Nat. Palm. 3: 233 (1838), nom. superfl.
- Gembanga rotundifolia Blume, Flora 8: 580 (1825).
- Taliera gembanga Blume in J.J.Roemer & J.A.Schultes, Syst. Veg. 7: 1307 (1830), nom. illeg.
- Corypha elata Roxb., Fl. Ind. ed. 1832, 2: 176 (1832).
- Corypha gebang Mart., Hist. Nat. Palm. 3: 233 (1838).
- Corypha gembanga (Blume) Blume, Rumphia 2: 59 (1839).
- Taliera elata (Roxb.) Wall., Rep. Calcutta Bot. Gard. to G.A. Bushby: 29 (1840).
- Corypha macropoda Kurz ex Linden, Cat. Gén. 1871: 87 (1871).
- Corypha macropoda Linden ex Kurz, J. Asiat. Soc. Bengal, Pt. 2, Nat. Hist. 43(2): 197 (1874).
- Corypha macrophylla Roster, Bull. Soc. Tosc. Ortic. 29: 81 (1904).
- Livistona vidalii Becc., Webbia 1: 343 (1905).
- Corypha griffithiana Becc., Webbia 5: 7 (1921).[5]